# Dumaresq

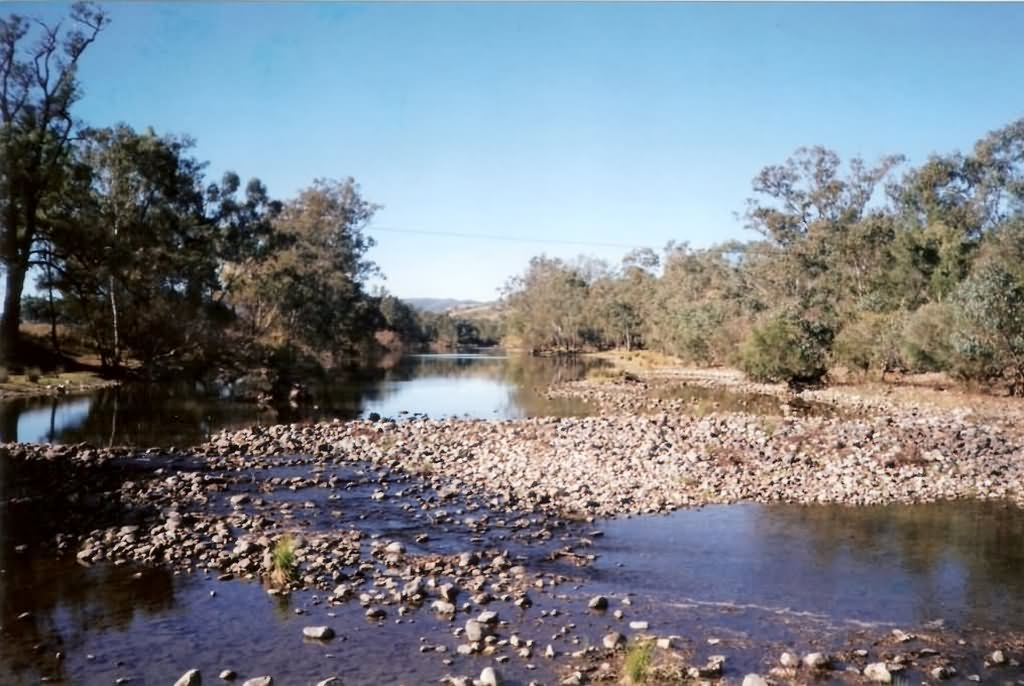
De rivier de Dumaresq

De rivier de Dumaresq vormt een deel van de grens tussen de Australische staten Queensland en New South Wales. De Dumaresq is een zijrivier van de MacIntyre.
Het stroomgebied van de Grensrivieren, waarvan de Dumaresq en de MacIntyre de belangrijkste zijn, strekt zich uit van de bergruggen in het Groot Australisch Scheidingsgebergte in het oosten tot de uitgestrekte vlakten in het westen. De vallei met afzettingen van riviersediment is relatief smal in het oosten. Naar het westen toe neemt de hoogteligging af en wordt het landschap gekarakteriseerd door zacht glooiende heuvels en nemen de rivierafzettingen toe, dat wil zeggen de riviervallei wordt breder.
De plaatsen Yelarbon, Bonshaw en Texas liggen aan de rivier de Dumaresq. De Bruxner Highway kruist de rivier iets ten zuiden van Texas. In de omgeving van de rivier worden wijngaarden aangetroffen. In vroegere tijden werd tabak verbouwd.